# Samnorsk
Samnorsk je bio zamišljeni budući pisani standard norveškoga jezika koji ujedinjava nynorsk i bokmål u jedan jezični standard »temeljen na norveškim narodnim govorima«. Takozvana »politika približavanja«, kojoj je cilj bio postepeno uklanjanje razlika između dvaju standarda, dominirala je norveškom jezičnom politikom od oko 1917. do 1966. godine. Posljedicom masovnog protivljenja, osobito korisnika riksmåla u Østlandetu, ali i značajnog udjela korisnika nynorska, godine 1964. osnovan je Vogt-komitet, državno tijelo zaduženo za daljnju jezičnu politiku. Prema preporukama komiteta 1966. godine plan o zajedničkom norveškom standardu u praksi je ukinut.
Ideju samnorska danas nastavlja podržavati organizacija Landslaget for språklig samling (»Platforma za jezično ujedinjenje«). Organizacija je 1966. godine predstavila prvi cjeloviti prijedlog zakona za samnorški, odnosno »zajednički« pravopis, no prijedlog nikada nije privukao mnogo podrške.
Termin »samnorsk« prvi je upotrijebio Arne Garborg 1877. godine, ali se ona često pripisuje Moltkeu Moeu, koji ju je uveo u diskurz svojim člankom iz 1909. godine.
»Samnorsk« također predstavlja pogrdni naziv za radikalniju inačicu bokmåla uvedenu pravopisnom reformom iz 1938. godine (koja je dotad proizvoljne pravopisne oblike riječi bliže nynorsku učinila jedinima službenima), kao i za varijantu bližu nynorsku koja je uvedena u školske udžbenike 1940-ih i 1950-ih godina i uzrokovala osnivanje pokreta Foreldreaksjonen mot samnorsk (»Roditelji protiv samnorska«).
Samnorsk je službeno ukinut 2002. godine, kada je Odelstinget, tada jedan od dvije komore norveškog parlamenta, odlučio ukinuti klauzulu 1b Zakona o Vijeću za norveški jezik. U klauzuli je stajalo da je Vijeće dužno »pratiti razvoj norveškog pravopisa i jezika te na temelju toga surađivati u razvoju i standardizaciji naših dvaju jezičnih oblika te podupirati dugoročne razvojne trendove koje će ih približiti«. Tome je u prilog išla i reforma pravopisa bokmåla iz 2005. godine, kojom se uklonilo rijetko korištene oblike riječi namijenjene približavanju nynorsku te ukinulo distinkciju između glavnih i sekundarnih pravopisnih oblika, čime se prednost dalo tradicionalnim oblicima u udžbenicima i javnom govoru. Slično tomu, reformom nynorska iz 2012. godine ukinuti su neki istočnonorveški oblici riječi u nynorsku koji su se smatrali bliskima politici približavanja.